# Flokulacja
Flokulacja - końcowy etap niektórych rodzajów koagulacji tj. wypadania osadu z koloidów. Polega na tworzeniu się wiązań chemicznych między micelami, na skutek czego łączą się one w duże aglomeraty, które w widoczny sposób wyodrębniają się z roztworu koloidalnego tworząc osad lub mętną zawiesinę.
Czasami, np. przy termicznej koagulacji białek, flokulacja zachodzi spontanicznie. W wielu procesach technologicznych flokulacja jest celowo inicjowana poprzez dodanie do koloidu związku chemicznego zdolnego do tworzenia wiązań chemicznych między micelami. W przemyśle flokulację uzyskuje się bardzo często poprzez stosowanie polimerów o niezbyt wysokiej masie cząsteczkowej (oligomerów), posiadających zdolność tworzenia wiązań wodorowych z micelami. 
W przemyśle flokulacja poprzedza zwykle proces oczyszczania ścieków (lub np. wyodrębniania substancji zawieszonych w postaci koloidalnej) przez sedymentację lub filtrację. Flokulację stosuje się m.in. przy oczyszczaniu ścieków, a także w procesach technologicznych, w których istnieje potrzeba szybkiego wyodrębnienia produktów zawieszonych w postaci koloidalnej. 
W przemyśle papierniczym zjawisko niepożądane, powodujące trudności w procesie formowania dobrej jakości wstęgi papierniczej.